# Aggersborg
Aggersborg è il più grande castello circolare vichingo e uno dei siti archeologici più importanti di tutta la Danimarca. Si trova nelle vicinanze di Aggersund, nel nord del Limfjorden.

## Descrizione

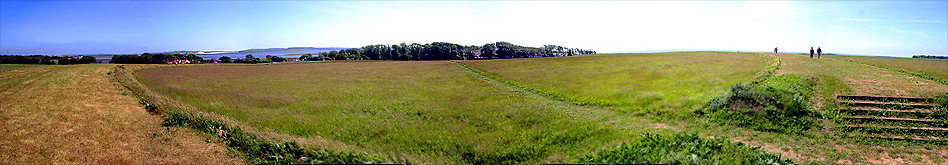
Panorama del sito di Aggersborg

Il sito consiste in un bastione circolare circondato da un fossato. Quattro strade principali disposte a croce si intersecano al centro del monumento. Le strade passano sotto il bastione esterno, lasciando la struttura circolare intatta.
L'anello aveva un diametro interno di 240 metri. Il fossato si trova otto metri al di fuori del bastione, ed era profondo circa 1,3 metri. Si ritiene che il muro fosse alto circa quattro metri. Il bastione fu costruito con del suolo e rafforzato e rivestito con legno di quercia. Il bastione costituiva la base per un parapetto in legno. Strade più piccole univano le quattro sezioni principali della fortezza.
Il sito moderno è una ricostruzione realizzata negli anni novanta del secolo scorso.

## Datazione del sito

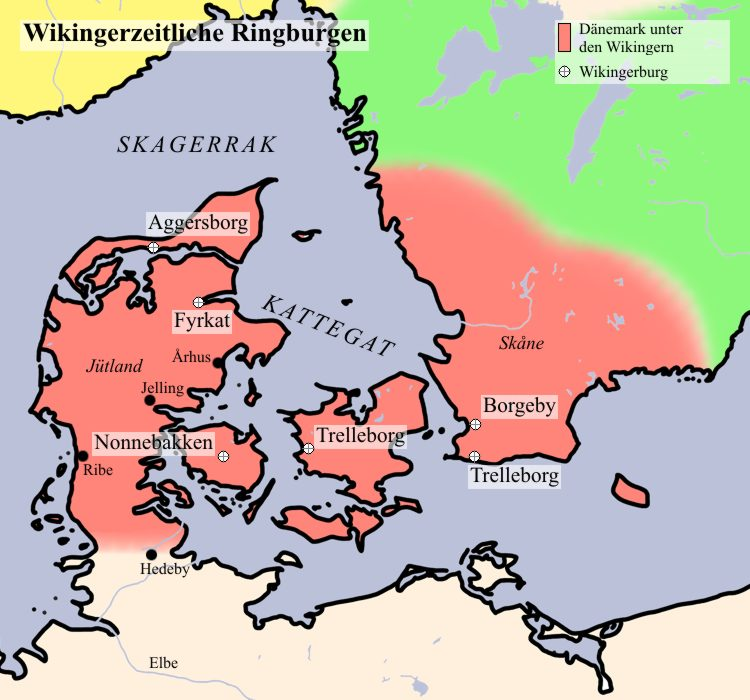
Mappa dei castelli circolari vichinghi.

La datazione della struttura si è dimostrata difficile, dal momento che il sito archeologico è stato anche il sito di un villaggio dell'età del ferro. Comunque si ritiene che la costruzione del castello risalga al 980 durante il regno di re Harold Bluetooth e/o Sweyn Musdee. Cinque dei sei castelli circolari storici in Danimarca sono stati datati a questa epoca. La struttura venne completata entro uno o due anni, e utilizzata solo per un breve periodo di tempo; tra i cinque e i venti anni.

## Resti archeologici

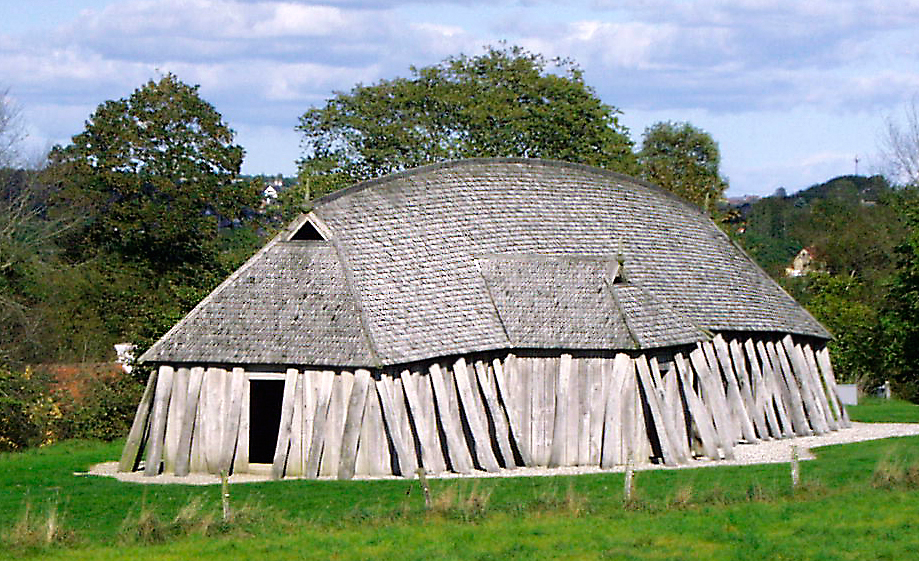
Ricostruzione di una casa vichinga.

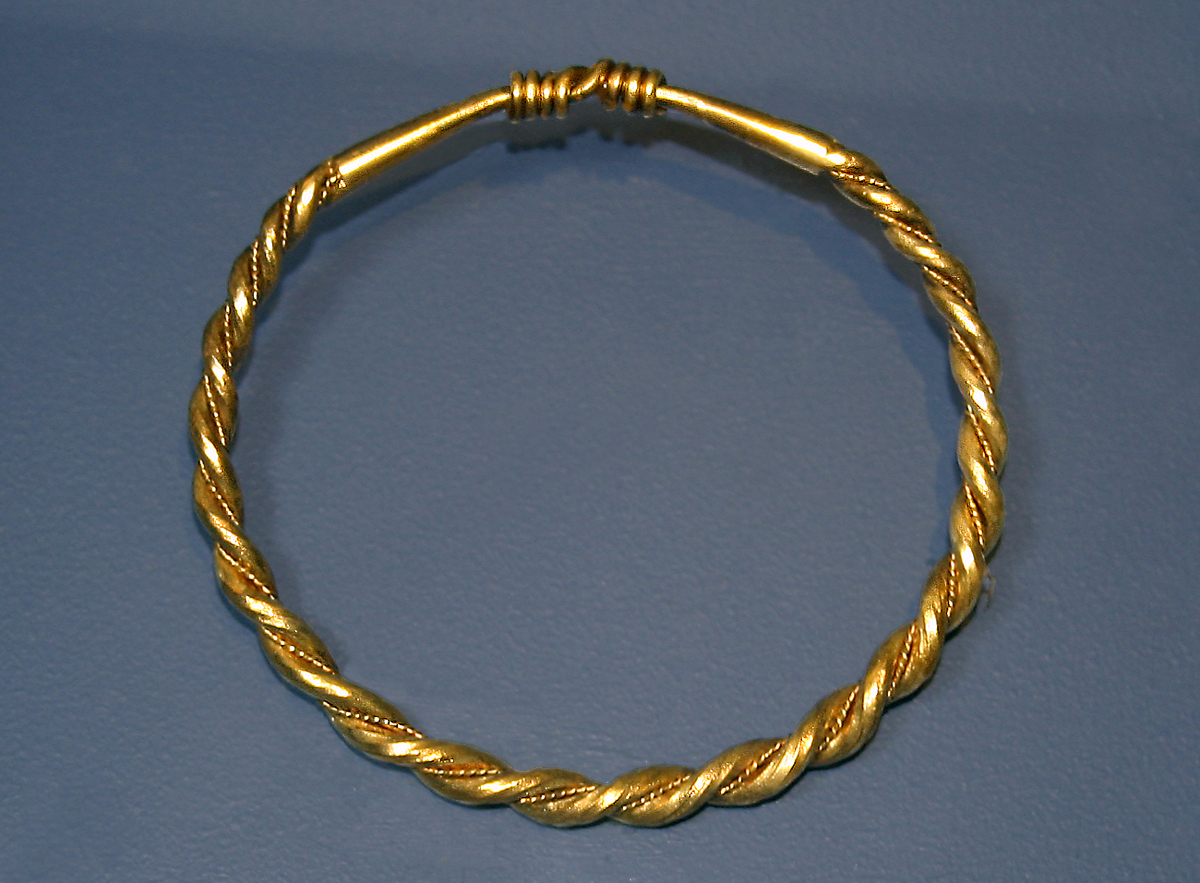
Bracciale trovato vicino a Aggersborg.

Gli archeologi hanno stimato che il fortilizio avrebbe contenuto una guarnigione di circa 5.000 uomini, ospitati in 48 case lunghe, tipiche vichinghe, posizionate a gruppi di 12 per ogni settore del cerchio; non sono stati rinvenuti resti delle abitazioni, ma sono stati rinvenuti indizi circa la posizione dei muri.
Le case avevano tetti e lati curvi, simile alla forma di una nave; lunghe 32,5 metri e 8,5 metri larghe. Esse erano suddivise in una lunga sala interna, di circa 19 metri di lunghezza, e in sale più piccole poste alla fine della struttura. Si stima che la costruzione di un'unica casa abbia richiesto 66 grandi querce, mentre per l'intero sito, abitazioni incluse, sono stati abbattuti ben 5.000 alberi.
Un gran numero di reperti archeologici sono stati scoperti nel sito, tra cui molti oggetti di lusso importati. Tra gli esempi figurano sfere di cristallo di montagna e pezzi di vasi di vetro. Un anello d'oro danneggiato è stato scoperto sul sito e, una replica è esposta nel museo di Aggersborg.
La posizione geografica del sito permette al castello sia di essere ben protetto, sia di avere un facile accesso via mare, in quanto, quando fu realizzato il fortilizio, furono create anche delle vie marine per agevolare il transito navale. Aggersborg fu anche strategicamente situato in uno dei tre antichi incroci delle Hærvejen (strade militari) presenti in tutto il Limfjorden. Gli altri due incroci restavano a nord di Farstrup e vicino Lindholm Høje, Ålborg.
Non esistono ancora dati conclusivi per sostenere se Aggersborg sia stata una roccaforte di controllo per le rotte commerciali o se la sua funzione primaria fu quella di una caserma da dove partivano le incursioni vichinghe in Inghilterra.